# Léninski (Novokubansk, Krasnodar)
Léninski (del ruso: Ленинский) es un jútor del raión de Novokubansk en el krai de Krasnodar de Rusia. Está situado en las llanuras de la orilla izquierda del río Kubán, 13 km al suroeste de Novokubansk y 148 km al este de Krasnodar. Tenía 191 habitantes en 2010.
Pertenece al municipio Verjnekubánskoye.